# L'Alsace, elle attend
L'Alsace, elle attend est un tableau peint en 1871 par Jean-Jacques Henner et conservé au musée national Jean-Jacques Henner à Paris.

## Historique
Le tableau est une commande d’épouses d'industriels de Thann, faite à l’initiative d’Eugénie Kestner. Eugénie Kestner est la fille du général Rigau et l'épouse du chimiste Charles Kestner. Il est destiné à déplorer la perte de l'Alsace annexée par le nouvel Empire allemand en conclusion de la guerre de 1870. C'est le peintre Jean-Jacques Henner, né à Bernwiller, qui s'est proposé pour sa réalisation. Il est déjà réputé pour ses portraits et a déjà peint l'année précédente un portrait de sa nièce en costume alsacien ; d'autre part c'est un homme très attaché à la terre d'Alsace. Après l'annexion, il demande la nationalité française mais retourne souvent en Alsace.
Le tableau est destiné à être offert à Léon Gambetta qui s’était opposé à la signature d’un armistice lorsqu’il était ministre de l’Intérieur et de la Guerre et qui avait agi, sans résultat, pour empêcher l'annexion.  Gambetta fait graver par Léopold Flameng une reproduction du tableau dont la diffusion militante rencontre un grand succès auprès du public. Le 31 juillet 1871, dans un article du  journal Le Siècle consacré à ce tableau, Jules-Antoine Castagnary raconte que Gambetta disait « C’est ma fiancée ! » en montrant le tableau aux amis qui le visitait.
Pour Henner, les répercussions sont grandes, il devient connu et populaire grâce aux gravures largement diffusées, le tableau a pour lui plus d'impact que son prix de Rome obtenu en 1858 : « La France tout entière reconnut dans cette figure la personnification de l’Alsace perdue […] Reproduite sous mille formes, l’Alsacienne fut pour Henner ce qu’a été Le Passant pour François Coppée, elle lui a donné la popularité », écrit Louis Louviot en 1912.
Le thème patriotique de l'Alsace perdue est exploité par d'autres peintres : Jean Benner, proche de Henner, peint À la France, Toujours vers 1906, très inspiré par le tableau de son compatriote et Gustave Doré peint un tableau intitulé L'Alsace meurtrie, présenté au Salon de 1872.

## Description
Le tableau, d'un format inusuel, en hauteur (60 cm sur 30 cm), semble enserrer le modèle. D'un ton sombre, seul le visage l'éclaire et la cocarde tricolore est l'unique touche de couleur. Pas de décors, pas d'accessoires ni de bijoux, une jeune fille en deuil, grave et déterminée, le modèle avait 16 ans, qui fixe le spectateur. Cela fait dire au critique d'art Jules-Antoine Castagnary dans son article pour le journal Le Siècle « Ce n'est pas une Alsacienne, c'est l'Alsace ! ».
Henner réalisa plusieurs copies de ce tableau, l'une d'elles est conservée au musée des beaux-arts de Mulhouse. Plus petite (31,5 x 22,5 cm), deux bandes latérales ont été ajoutées pour lui donner un format plus conventionnel.

## Analyse esthétique et idéologique
Le tableau a suscité, à l'époque, de nombreuses réactions et articles car arrivé peu de temps après la défaite, au moment où l'annexion allemande de l'Alsace-Lorraine est un sujet brûlant. Souvent les commentaires sont plus lyriques que le tableau lui-même qui n'illustre aucune emphase ni grandiloquence dans son allégorie. On peut, à ce titre, le comparer avec celui réalisé vers 1906 par Jean Benner qui cède à une certaine mièvrerie opposée à la gravité de celui de Henner.
Dans Le Journal des débats, le 1er janvier 1873, Louis Ratisbonne, remarquant la gravure sur l'étalage d'une boutique, écrit « « Une jeune fille est là qui nous regarde. la gravure, d'après le tableau de M. Henner, est exquise. Quelle douleur auguste dans ses regards ! Un fichu noir est croisé sur son rustique corsage de paysanne. Dans ses cheveux on remarque la cocarde tricolore, bleue, blanche et rouge, comme un "Ne m’oubliez pas !" sur lequel serait tombée une goutte de sang. On parle à cette figure et elle nous répond : [...] Je m'appelle l'Alsace orpheline, et j'attends, non pas mon fiancé, mais ma mère, la France ! ».

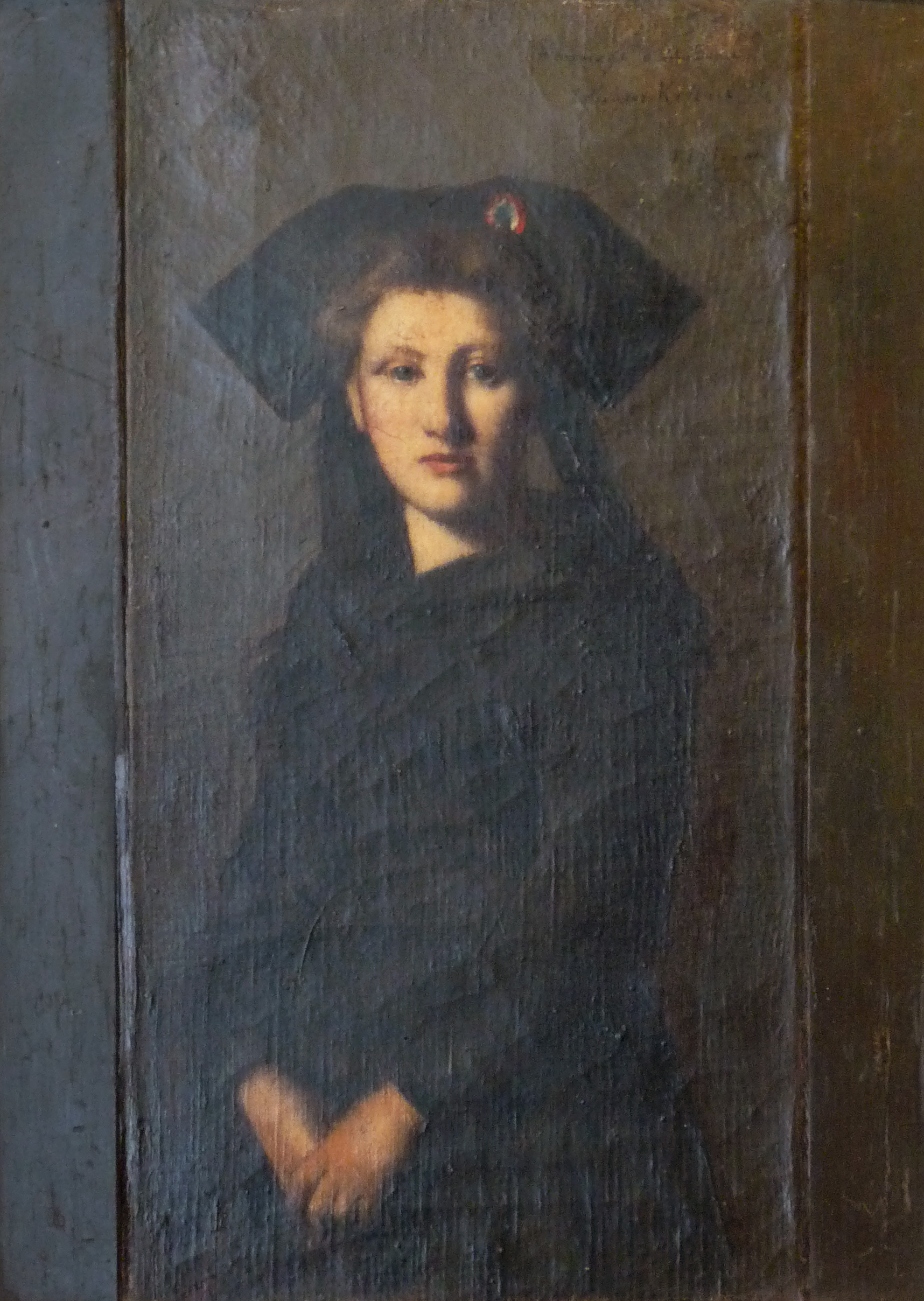
La copie peinte par Henner au musée des beaux-arts de Mulhouse.
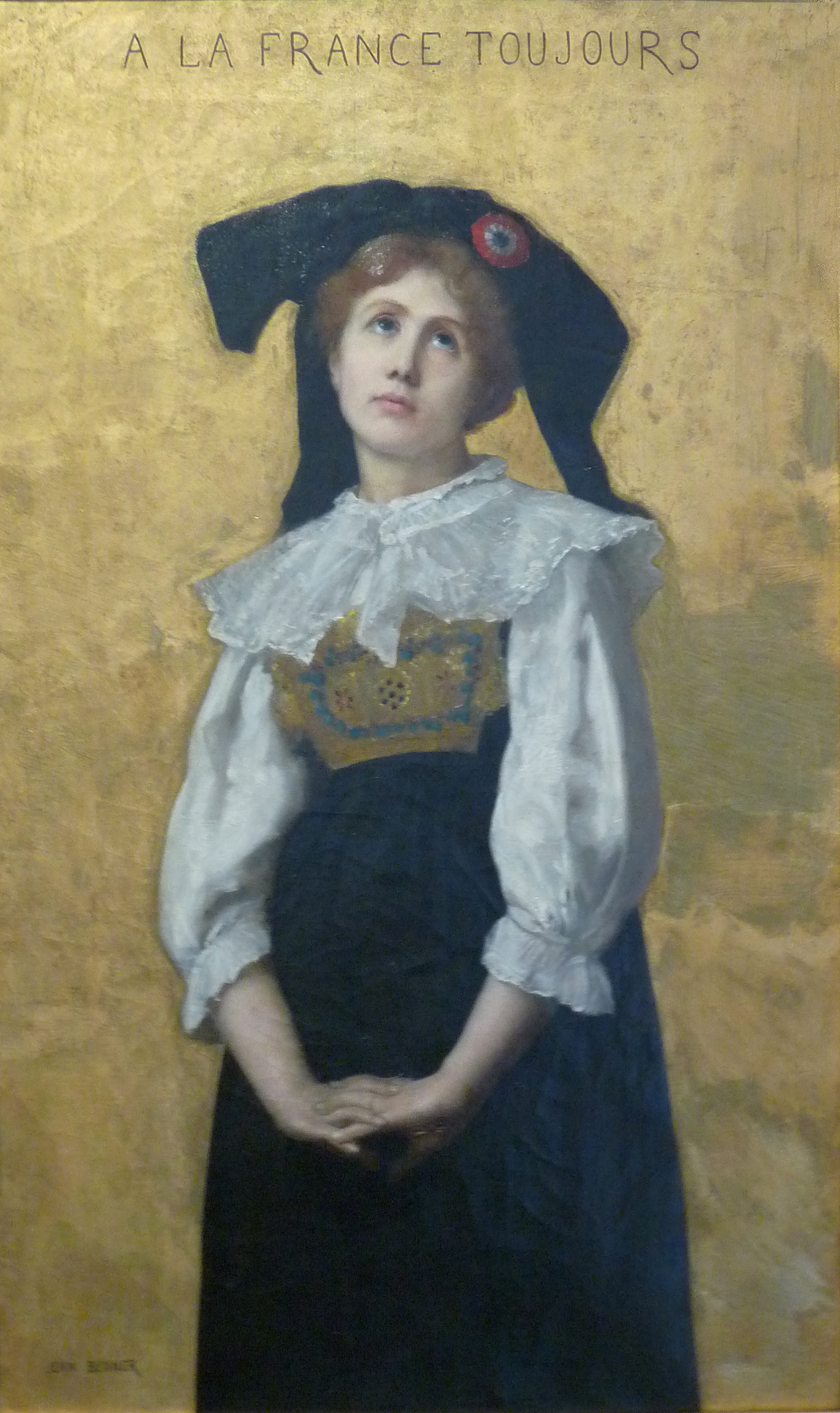
Jean Benner, À la France, Toujours, musée des beaux-arts de Mulhouse.
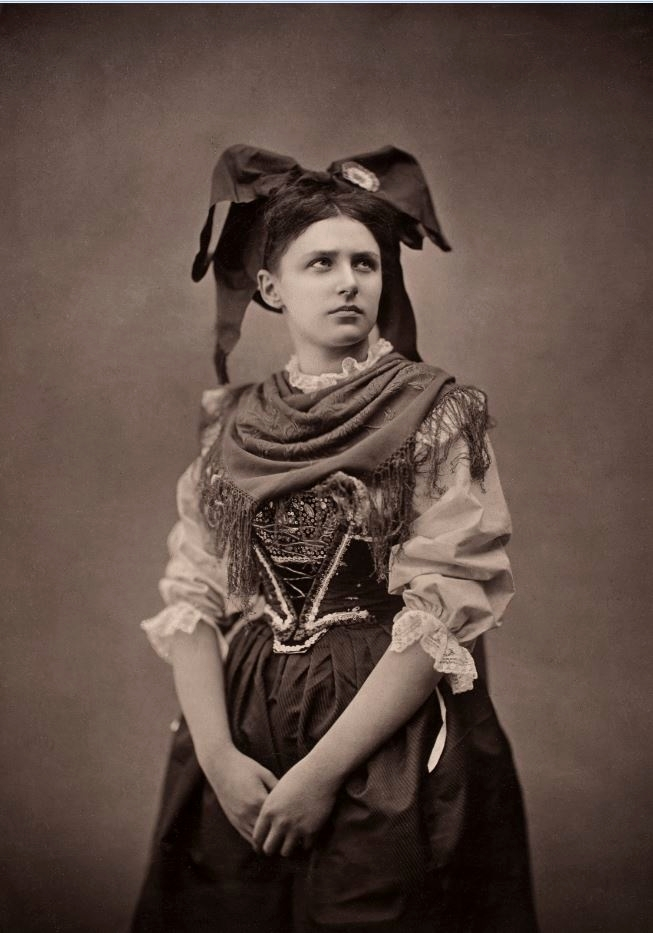
L'Alsacienne, photographie d'Adolphe Braun (1871).

## Voir Aussi
- L'Alsace meurtrie de Gustave Doré.